# Маркин (хутор)
Ма́ркин — хутор в Октябрьском районе Ростовской области.
Входит в состав Мокрологского сельского поселения.

## География
Хутор расположен на реке Кадамовка.

## Население
| 2010 |
| ---- |
| 1236 |

## Улицы
| - пер. Вербный, - пер. Весёлый - ул. Жорина, - ул. Заречная, | - ул. Ивана Образцова, - пер. Клубный, - пер. Луговой, - ул. Молодёжная, | - ул. Новосёлов, - ул. Полевая, - ул. Речная, - ул. Садовая, | - ул. Степная, - ул. Транспортная, - ул. Школьная, - ул. Шоссейная. |